# Alex (Formicidae)
Alex é um gênero de insetos, pertencente a família Formicidae.

## Espécies
- Alex amaura
- Alex aurantiata
- Alex brunnescens
- Alex continuaria
- Alex indica
- Alex longipecten
- Alex nephodes
- Alex niasica
- Alex nigrozonata
- Alex obsoleta
- Alex ochracea
- Alex palparia
- Alex rufolinearia